# Hank Levy
Pour les articles homonymes, voir Levy.
Henry Jacob "Hank" Levy, né à Baltimore (États-Unis) le 27 septembre 1927 et mort à Parkville, dans la banlieue de Baltimore (Maryland, États-Unis), le 18 septembre 2001, est un saxophoniste et compositeur de jazz américain dont les œuvres ont fréquemment une signature rythmique inhabituelle.

## Biographie
Hank Levy est principalement connu en tant que compositeur pour big band, notamment pour Stan Kenton et le Don Ellis Orchestra, ainsi que pour avoir fondé et être longtemps resté directeur du programme de jazz de l'université de Towson.
Il a notamment composé Whiplash, morceau utilisé dans le film Whiplash de Damien Chazelle.